# Río Sahuaripa
El río Sahuaripa es un río ubicado al este del estado mexicano de Sonora cercano al límite divisorio con el estado de Chihuahua y corresponde a la cuenca hidrológica del río Yaqui. Es administrado por el Organismo de Cuenca II Noroeste. Su respectivo acuífero comprende un área de 2,958 km², el cual es recargado básicamente por los escurrimientos de dicho río. Nace en confluencia con el río Yaqui al norte de Sahuaripa y desemboca en le presa El Cajón de Onapa, cerca del poblado de Bámori.

## Ubicación
El río Sahuaripa y su acuífero se encuentran fisiográficamente en el estado de Sonora, en la cuenca del río Yaqui, dentro de la Provincia Sierra Madre Occidental y la Subprovincia Sierras y Valles Paralelos, según la clasificación de Raisz de 1964.

## Hidrografía
El río fluye de sur a norte cruzando por las localidades de Cajón de Onapa, Valle de Tacupeto, Bámori, Arivechi, Santo Tomás, Güisamopa y Sahuaripa, es alimentado por varios arroyos que en su gran mayoría desembocan en éste en dirección perpendicular. Al norte se localizan los arroyos Taraises, Chipajora y Otates, en la parte central confluyen los arroyos San Marcos, Los Alisos y Agua Caliente, mientras que al sur se ubican los arroyos El Muerto y Los Pilares.

## Estudios realizados
- En 2003, Morales M.M., realizó un estudio geofísico de 6 unidades de riego: el Ranchito, La Mesita de Cuajari, Santo Tomás, Sehuadehuachi, Las Campeñas, y en la presidencia municipal de Sahuaripa.

- En 2006, la Comisión Nacional del Agua (CONAGUA) elaboró un atlas estatal de aguas subterráneas del estado de Sonora, incluyendo el acuífero de este río.

- En 2007, la CONAGUA en colaboración con el Servicio Geológico Mexicano (SHM) hicieron un estudio geohidrológico del acuífero del río.